# لوئیجی یکم
لوئیجی یکم (به ایتالیایی: Luigi di Taranto) عضوی از دودمان کاپتی آنژو بود که به پادشاهی ناپولی و آویز رسید. وی دومین فرزند فیلیپ یکم، شاهزاده تارانتو بود. او از طریق ازدواج با همسرش به پادشاهی ناپل رسید.